# Eddie Jones (acteur)
Pour les articles homonymes, voir Jones et Eddie Jones.
Arthur Edward Jones, dit Eddie Jones, né le 18 septembre 1934 à Washington en Pennsylvanie et mort le 6 juillet 2019 à Los Angeles,, est un acteur américain.
Il a notamment joué dans les séries Loïs et Clark, dans laquelle il interprète le rôle de Jonathan Kent, Invisible Man dans le rôle du haut fonctionnaire (Charles Borden) ainsi que dans Amy et Fighting Tommy Riley.

## Filmographie

### Cinéma
- 1978 : Les Chaînes du sang : Blackie
- 1978 : On the Yard : Olson
- 1980 : De plein fouet : Officer Curdy
- 1981 : Le Prince de New York : U.S. Marshal Ned Chippy
- 1982 : Epouvante sur New-York : The Watchman
- 1983 : Un fauteuil pour deux : Cop #3
- 1984 : C.H.U.D. : Chief O'Brien
- 1985 : Invasion U.S.A. : Cassidy
- 1985 : L'année du dragon : William McKenna
- 1985 : Représailles (en) : Charlie
- 1987 : Les Envoûtés : Police Patient
- 1988 : Apprentice to Murder : Tom Kelly
- 1989 : American Blue Note : Sean Katz
- 1990 : Cadillac Man : Benny
- 1990 : Les arnaqueurs : Mintz
- 1990 : Stanley et Iris : Mr. Hagen
- 1991 : Les Aventures de Rocketeer de Joe Johnston : Malcolm
- 1992 : Les Experts de Phil Alden Robinson : Buddy Wallace
- 1992 : Une équipe hors du commun : Dave Hooch
- 1998 : Dancer, Texas, le rêve de la ville : Earl
- 1998 : True Friends : Père Reilly
- 1999 : Une locataire idéale : Juge Prestwich
- 2000 : Droit au cœur : Emmett McFadden
- 2003 : Pur Sang, la légende de Seabiscuit : Samuel Riddle
- 2003 : The Singing Detective : Moonglow Barman
- 2004 : Fighting Tommy Riley : Marty Goldberg
- 2004 : Le Terminal de Steven Spielberg : Salchak
- 2010 : Disconnect : Sheriff Bo Stevens
- 2011 : Act Your Age : Harold
- 2014 : Mercy : Pasteur Gregory Luke
- 2017 : On the Road to Hollywood True Stories : Eddie Jones

### Courts-métrages
- 1982 : Supervisors
- 2009 : Shotgun
- 2011 : November 1st
- 2015 : Aghápe
- 2018 : Lost Dogs

### Télévision

#### Séries télévisées
- 1958 : Young Dr. Malone : Dr. Matt Steele #1 (1959)
- 1983 : Histoires de l'autre monde : Victor Muldoon
- 1985 : Méprise : Sweeney
- 1985-1988 : Spenser : J.D. Hayes / Michael O'Rourke
- 1986-1989 : Equalizer : Lt. Brannigan / Mr. Winslow
- 1987 : À nous deux, Manhattan : Barney Koster
- 1988 : Tattinger's : Bennie
- 1990 : Grand : Dr. Frank
- 1990 : It's Garry Shandling's Show. : Uncle Elliot
- 1990 : L'equipée du Poney Express : Benjamin Taylor
- 1990 : The Kennedys of Massachusetts : Jim Fitzgerald
- 1990 : WIOU : Gus Zaret
- 1991 : La Malédiction de Collinwood : Sam Evans / Bailli Henry Evans
- 1992 : Cheers : Dr. Kluger
- 1992 : Matlock : Chief Colin Young
- 1993 : Enquête privée : Ed Stewart
- 1993-1997 : Loïs et Clark : Les Nouvelles Aventures de Superman  : Jonathan Kent
- 1996-1997 : EZ Streets : Arnie / Arnie Kellogg
- 1997 : Les Anges du bonheur : Noah
- 1998 : La vie à cinq : Mr. Merrin
- 1998-1999 : Hyperion Bay
- 2000 : Manhattan, AZ : Général
- 2000-2002 : Invisible Man : The Official / Charles Borden
- 2003 : The Big O : Sam
- 2003-2004 : Amy : Judge Wells
- 2004 : Kôkaku kidôtai: Stand Alone Complex : CCS Takkukura
- 2005 : Ghost Whisperer : Funeral Ghost
- 2005 : Preuve à l'appui : Pete O'Malley
- 2012 : Veep : Chuck Furnam
- 2015 : Aquarius : Père Mack

#### Téléfilms
- 1988 : Affaire classée : Capitaine
- 1988 : She Was Marked for Murder : Det, Mike Devlin
- 1990 : Des fleurs pour Matty : Det. Ed Mattingly
- 1991 : Us (en) : Det. Harry Boland
- 1993 : Complot meurtrier contre une pom-pom girl : C.D. Holloway
- 1993 : Final Appeal : Det. Ayers
- 1993 : La Vérité à tout prix
- 1993 : Le Retour de l'Homme de fer : Fisette
- 1995 : Body Language : Mac Brophy
- 1995 : Conspiration : Wilson Hartwick
- 1995 : Ed McBain's 87th Precinct: Lightning : Byrnes
- 1998 : The Day Lincoln Was Shot : Secrétaire of War Edwin McMasters Stanton
- 2008 : Skip Tracer : Judge Ford